# Tổng thống Pakistan
Tổng thống Pakistan (Urdū: صدر مملکت Sadr-e-Mamlikat) là nguyên thủ quốc gia của Pakistan. Pakistan có một chính phủ cộng hòa nghị viện. Theo hiến pháp Pakistan, tổng thống được bầu chọn thông qua một Đoàn bầu cử và có nhiệm kỳ 5 năm. Đoàn bầu cử này bao gồm Thượng viện, Quốc hội và các nghị viện cấp tỉnh. Tổng thống không được đảm nhiệm hai nhiệm kỳ liên tục. Tổng thống cũng có thể bị luận tội và bị phế truất khỏi chức vụ nếu có 2/3 phiếu bầu của Nghị viện thông qua.
Chức vụ tổng thống Pakistan theo truyền thống là một chức vụ hình thức, còn quyền lực thực tế thuộc về Thủ tướng. Tuy nhiên, vào một số thời điểm trong lịch sử quốc gia này, thường có liên hệ tới các cuộc đảo chính quân sự và sau đó trả lại cho chính quyền dân sự, thay đổi Hiến pháp Pakistan và thay đổi các đặc quyền và quyền hạn liên quan đến chức vụ Tổng thống. Tổng thống là chủ tịch của Hội đồng An ninh Quốc gia và bộ nhiệm Tư lệnh của Lục quân, Hải quân và Không quân.

## Các tổng thống nước cộng hòa
You can always apply for birth certificate from pakistan here Birth Certificate Pakistan Nadra and Degree Attestation Services from pakistan here Online Attestation Pakistan
| No. | Chân dung                              | Tên (Sinh–Mất)                           | Bắt đầu nhiệm kỳ | Kết thúc nhiệm kỳ              | Năm đắc cử                 |
| --- | -------------------------------------- | ---------------------------------------- | ---------------- | ------------------------------ | -------------------------- |
|     |                                        | Iskander Mirza (1899–1969)               | 1956             | 1958                           | Republican Party           |
|     |                                        | Ayub Khan (1907–1974)                    | 1958             | 1962                           | —                          |
|     | 1962                                   | Ayub Khan (1907–1974)                    | 1965             | Pakistan Muslim League PML (C) |                            |
|     |                                        | Fatima Jinnah (1893 —1967)               | 1965             | 1965                           | Independent                |
|     |                                        | Mohammad Afzal Cheema (1913–2008) Acting | 1962             | 1963                           | —                          |
|     |                                        | Fazlul Qadir Chaudhry (1919–1973) Acting | 1963             | 1965                           | Pakistan Muslim League (C) |
|     |                                        | Ayub Khan (1907 —1974)                   | 1965             | 1967                           | Pakistan Muslim League (C) |
|     | 1967                                   | Ayub Khan (1907 —1974)                   | 1969             |                                | Pakistan Muslim League (C) |
|     |                                        | Fatima Jinnah (1893 —1967)               | 1967             | 1969                           | Independent                |
|     | 1969                                   | Fatima Jinnah (1893 —1967)               | 1969             |                                | Independent                |
|     | Tập tin:General Yahya Khan in 1966.jpg | Yahya Khan (1917–1980)                   | 1969             | 1969                           | —                          |
|     | Tập tin:General Yahya Khan in 1966.jpg | Yahya Khan (1917–1980)                   | 1969             | 1971                           | —                          |
|     |                                        | Zulfiqar Ali Bhutto (1928 —1979)         | 1971             | 1973                           | Pakistan Peoples Party     |
|     | Tập tin:Nurul Amin.jpg                 | Nurul Amin (1893 –1974)                  | 1972             | 1972                           | Pakistan Muslim League     |
|     | Tập tin:Nurul Amin.jpg                 | Nurul Amin (1893 –1974)                  | 1972             | 1972                           | Pakistan Muslim League     |
|     |                                        | Zulfiqar Ali Bhutto (1928 —1979)         | 1972             | 1973                           | Pakistan Peoples Party     |
|     |                                        | Habibullah Khan Marwat(1901 —1978        | 1973             | 1973                           | Pakistan Peoples Party     |
|     |                                        | Zulfiqar Ali Bhutto (1928 —1979)         | 1973             | 1973                           | Pakistan Peoples Party     |
|     |                                        | Fazal Ilahi Chaudhry (1904–1982)         | 1973             | 1978                           | Pakistan Peoples Party     |
|     |                                        | Habibullah Khan Marwat (1901—1978)       | 1977             | 1978                           | Pakistan Peoples Party     |
|     |                                        | Sheikh Anwarul Haq (1917–1995) Acting    | 1978             | 1978                           | Pakistan Peoples Party     |
|     |                                        | Fazal Ilahi Chaudhry (1904–1982)         | 1978             | 1978                           | Pakistan Peoples Party     |
|     |                                        | Sahibzada Farooq Ali(1931—2020)          | 1973             | 1978                           | Independent                |
|     |                                        | Muhammad Zia-ul-Haq (1924 —1988)         | 1978             | 1986                           | —                          |
|     |                                        | Syed Fakhar Imam(1942—)                  | 1986             | 1986                           | Independent                |
|     |                                        | Muhammad Zia-ul-Haq (1924 —1988)         | 1986             | 1988                           | –                          |
|     |                                        | Hamid Nasir Chattha(1944—)               | 1988             | 1988                           | Independent                |
|     |                                        | Ghulam Ishaq Khan (1915–2006)            | 1988             | 1990                           | Independent                |
|     |                                        | Gohar Ayub Khan(1937—)                   | 1990             | 1990                           | Independent                |
|     |                                        | Ghulam Ishaq Khan (1915–2006)            | 1990             | 1993                           | Independent                |
|     |                                        | Wasim Sajjad (born 1941) Acting          | 1993             | 1993                           | Pakistan Muslim League (N) |
|     |                                        | Farooq Leghari (1940–2010)               | 1993             | 1997                           | Pakistan Peoples Party     |
|     |                                        | Wasim Sajjad (born 1941) Acting          | 1997             | 1998                           | Pakistan Muslim League (N) |
|     |                                        | Muhammad Rafiq Tarar (1929–2022)         | 1998             | 1999                           | Pakistan Muslim League     |
|     |                                        | Elahi Bux Soomro(1962—)                  | 1999             | 1999                           | Independent                |
|     |                                        | Muhammad Rafiq Tarar(1929 –2022)         | 1999             | 2001                           | Pakistan Muslim League     |
|     |                                        | Pervez Musharraf (1943—2023)             | 2001             | 2007                           | —                          |
|     |                                        | Chaudhry Amir Hussain(1942 —)            | 2007             | 2007                           | Pakistan Muslim League (Q) |
|     |                                        | Pervez Musharraf (1943—2023)             | 2007             | 2008                           | Pakistan Muslim League (Q) |
|     |                                        | Muhammad Mian Soomro (born 1950) Acting  | 2008             | 2008                           | Pakistan Muslim League (N) |
|     |                                        | Asif Ali Zardari (born 1955)             | 2008             | 2013                           | Pakistan Peoples Party     |
|     |                                        | Farooq Naek(born 1947)                   | 2009             | 2009                           | Independent                |
|     |                                        | Asif Ali Zardari (born 1955)             | 2009             | 2009                           | Pakistan Peoples Party     |
|     |                                        | Fahmida Mirza (1951 —)                   | 2009             | 2010                           | Independent                |
|     |                                        | Asif Ali Zardari (born 1955)             | 2010             | 2013                           | Pakistan Peoples Party     |
|     |                                        | Mamnoon Hussain (1941–2021)              | 2013             | 2018                           | Pakistan Muslim League (N) |
|     |                                        | Nayyar Hussain Bukhari(born 1952)        | 2013             | 2013                           | Independent                |
|     |                                        | Mamnoon Hussain (1941–2021)              | 2013             | 2014                           | Pakistan Muslim League (N) |
|     |                                        | Ayaz Sadiq (born 1954)                   | 2014             | 2014                           | Independent                |
|     |                                        | Mamnoon Hussain (1941–2021)              | 2014             | 2015                           | Pakistan Muslim League (N) |
|     |                                        | Raza Rabbani (1953 —)                    | 2015             | 2015                           | Independent                |
|     |                                        | Mamnoon Hussain (1941–2021)              | 2015             | 2018                           | Pakistan Muslim League (N) |
|     |                                        | Sadiq Sanjrani (born 1978)               | 2018             | 2018                           | Independent                |
|     |                                        | Asad Qaiser(1969)                        | 2 2018           | 2018                           | Pakistan Tehreek-e-Insaf   |
|     |                                        | Mamnoon Hussain (1941–2021)              | 2018             | 2018                           | Pakistan Muslim League (N) |
|     |                                        | Arif Alvi (born 1949)                    | 2018             | 2022                           | Pakistan Tehreek-e-Insaf   |
|     |                                        | Sadiq Sanjrani (born 1978)               | 2018             | 2022                           | Independent                |
|     | 2022                                   | Sadiq Sanjrani (born 1978)               | 2022             |                                | Independent                |
|     |                                        | Arif Alvi (born 1949)                    | 2022             | 2023                           | Pakistan Tehreek-e-Insaf   |
|     |                                        | Raja Pervaiz Ashraf (born 1950)          | 2023             | 2023                           | Independent                |
|     |                                        | Sadiq Sanjrani (born 1978)               | 2023             | 2023                           | Independent                |
|     |                                        | Asif Ali Zardari (born 1955)             | 2023             | _                              | Pakistan Peoples Party     |

Nguyên thủ quốc gia của Pakistan trước năm 1956 là Vua Anh. Đối với chức vụ Toàn quyền từ năm 1947 đến 1956, xem Toàn quyền Pakistan.